# Al-Mourada SC
Der al-Mourada Sports Club (arabisch نادي الموردة الرياضي) ist ein sudanesischer Fußballklub aus al-Mourada, einer Gegend von Omdurman.

## Geschichte
Der Klub wurde im Jahr 1927 gegründet. Zusammen mit al-Hilal und al-Merrikh war man Teil der großen drei Klubs im Sudan. Die einzige Meisterschaft stammt jedoch nur aus dem Jahr 1968 und danach gelang es in den späten 1980er Jahren und 1990er Jahren sich noch mehrfach auf dem zweiten Platz zu positionieren. Dafür war man im Pokal erfolgreicher und gewann diesen in den Austragungen 1987, 1989, 1995, 1997 und 1999. Zudem erreichte man nochmal im Jahr 2001 das Finale. Durch diese Erfolge nahm man an den Ausgaben 1968 und 1989 des African Cup of Champions Clubs teil, wo man in beiden Fällen das Viertelfinale erreichte. Beim African Cup Winners’ Cup war die beste Teilnahme in der Saison 2002 ebenfalls das Viertelfinale und beim CAF Cup, gelang es zuvor sogar in der Spielzeit 1994 das Halbfinale zu erreichen.
Danach konnte man nicht mehr an frühere Erfolge anknüpfen und entfernte sich immer weiter von der Tabellenspitze. So kam es dann auch dazu, dass man nach der Saison 2013 mit 17 Punkten als Vorletzter erstmals in die zweite Liga absteigen musste. Finanzielle Schwierigkeiten halfen in diesem Fall auch nicht.
Bis zu einer ersten Rückkehr dauerte es bis zur Saison 2018/19, zu der der Klub wieder in die erste Liga aufsteigen konnte. Hier sammelte man 19 Punkte, womit noch knapp in die Abstiegsrunde rutschte. Trotz der eigentlich ordentlichen Ausgangslage in der Hauptrunde, schaffte man es hier nur 6 Punkte zu sammeln und somit den letzten Platz einzunehmen, was den direkten Wiederabstieg bedeutete. Bis heute gelang keine weitere Rückkehr in die höchste Spielklasse.

## Name
al-Mourada ist abgeleitet vom arabischen Wort mowrid (arabisch مورد, DMG mawrid maw.rid ‚Platz an dem Zugriff auf Güter besteht‘). Er wurde ausgewählt, um die Wichtigkeit der Gegend als lokaler Hafen für Güter darzustellen. Dies spiegeln auch die Farben des Klubs, rot und blau, wider.

## Erfolge
- Sudan Premier League
  - Meister (1): 1967

- Sudan Cup
  - Gewinner (5): 1987, 1989, 1995, 1997, 1999